# Anthony Smith (lottatore)
Anthony Smith (Corpus Christi, 26 luglio 1988) è un artista marziale misto statunitense.
Combatte nella divisione dei pesi mediomassimi per l'organizzazione statunitense UFC, nella quale è stato contendente al titolo di categoria nel 2019. In passato ha militato anche nelle promozioni Strikeforce e Bellator.

## Biografia
Nativo della città texana di Corpus Christi, Smith viene abbandonato dal padre afroamericano in tenera età, venendo lasciato alle cure della madre e del nonno. Cresciuto in un contesto difficile, vive un'adolescenza turbolenta ed è costretto ad abbandonare gli studi per lavorare come muratore, professione che esercita fino al 2016.
Ha tre figlie, nate nel 2011, 2014 e 2017.

## Caratteristiche tecniche
Smith è un lottatore abbastanza completo, capace di unire alle proprie doti nella Kickboxing delle buone basi nel Jiu jitsu brasiliano; possiede inoltre ottime abilità di finalizzazione, avendo ottenuto quasi la totalità delle sue vittorie prima del limite.

## Carriera nelle arti marziali miste

### Inizi
Smith comincia la sua carriera nelle MMA nel 2008 combattendo principalmente in federazioni indipendenti della parte medio-orientale degli Stati Uniti; dopo aver messo insieme un record di 13-7, nel 2011 viene messo sotto contratto dalla Strikeforce; qui, nell'arco di due anni circa, mette insieme un record di 2-2.

### Approdo in UFC
Dopo l'acquisto della Strikeforce da parte della UFC, Smith è tra i lottatori trasferiti nella promozione di Las Vegas; l'esordio deludente contro l'esperto Antônio Braga Neto, dal quale subisce una rapida sottomissione, porta tuttavia l'organizzazione ad ufficializzare il suo licenziamento.

### Bellator MMA
Nel 2014 compie una breve parentesi in Bellator, dove ottiene due vittorie contro avversari poco quotati. Il lottatore texano decide però di proseguire la carriera altrove firmando per la Cage Fury Fighting Championships, divenendone campione dei pesi medi al debutto.

### Ritorno in UFC
Il successo ottenuto da Smith dopo il suo licenziamento porta la UFC a riassumerlo nel febbraio 2016; in questo stesso mese ottiene una vittoria ai punti sul brasiliano Leonardo Augusto Guimarães a UFC Fight Night 83. Poco più tardi subisce una battuta d'arresto venendo battuto ai punti dal brasiliano Cézar Ferreira a The Ultimate Fighter 23 Finale.
Tre finalizzazioni consecutive, tra cui una in rimonta sull'ex campione dei pesi medi Bellator Hector Lombard, gli consentono di sfidare l'esperto Thiago Santos de Lima a UFC Fight Night 125: il match, seppur spettacolare e vincitore del premio Fight of the Night, si conclude con la sconfitta dello statunitense per KO tecnico al secondo round.
In un tentativo di ravvivare la propria carriera a seguito dei numerosi problemi riscontrati nel taglio del peso, Smith decide di passare ai pesi mediomassimi; la scelta si rivela redditizia: due rapide vittorie per KO contro gli ex campioni di categoria Rashad Evans e Mauricio Rua, rispettivamente a UFC 225 e UFC Fight Night 134, lo proiettano nella top ten di categoria.
La sua striscia positiva prosegue il 27 ottobre 2018, quando ha la meglio per sottomissione sul numero due di categoria ed ex contendente al titolo Volkan Oezdemir; l'incontro gli frutta il suo terzo premio come Perfomance of the Night.
Il 2 marzo 2019 tenta l'assalto al titolo di categoria, ma viene sconfitto per decisione unanime dal campione Jon Jones; torna alla vittoria il 1 giugno, battendo in Svezia il beniamino di casa ed ex contendente al titolo Alexander Gustafsson per sottomissione, ottenendo il premio Performance of the Night.

## Risultati nelle arti marziali miste
| Risultato | Record | Avversario                 | Metodo                                             | Evento                                                    | Data              | Round | Tempo | Città                         | Note                                    |
| --------- | ------ | -------------------------- | -------------------------------------------------- | --------------------------------------------------------- | ----------------- | ----- | ----- | ----------------------------- | --------------------------------------- |
| Sconfitta | 38-20  | Roman Dolidze              | Decisione (unanime)                                | UFC 303                                                   | 29 giugno 2024    | 3     | 5:00  | Las Vegas, Stati Uniti        |                                         |
| Vittoria  | 38-19  | Vitor Petrino              | Sottomissione (guillotine choke)                   | UFC 301                                                   | 4 maggio 2024     | 1     | 2:00  | Rio de Janeiro, Brasile       |                                         |
| Sconfitta | 37-19  | Khalil Rountree Jr.        | KO Tecnico (pugni)                                 | UFC Fight Night: Song vs. Gutiérrez                       | 9 dicembre 2023   | 3     | 0:56  | Las Vegas, Stati Uniti        |                                         |
| Vittoria  | 37-16  | Ryan Spann                 | Decisione (non unanime)                            | UFC Fight Night: Holloway vs. The Korean Zombie           | 26 agosto 2023    | 3     | 5:00  | Kallang, Singapore            |                                         |
| Sconfitta | 36-18  | Johnny Walker              | Decisione (unanime)                                | UFC on ABC: Rozenstruik vs. Almeida                       | 13 maggio 2023    | 3     | 5:00  | Charlotte, Stati Uniti        |                                         |
| Sconfitta | 36-17  | Magomed Ankalaev           | KO tecnico (pugni)                                 | UFC 277: Peña vs Nunes 2                                  | 30 luglio 2022    | 2     | 3:09  | Dallas, Stati Uniti           |                                         |
| Vittoria  | 36-16  | Ryan Spann                 | Sottomissione (rear-naked choke)                   | UFC Fight Night: Smith vs. Spann                          | 18 settembre 2021 | 1     | 3:47  | Las Vegas, Stati Uniti        | Performance of the Night                |
| Vittoria  | 35-16  | Jimmy Crute                | KO tecnico (stop medico)                           | UFC 261: Usman vs. Masvidal 2                             | 24 aprile 2021    | 1     | 5:00  | Jacksonville, Stati Uniti     |                                         |
| Vittoria  | 34-16  | Devin Clark                | Sottomissione (triangle choke)                     | UFC on ESPN: Smith vs. Clark                              | 28 novembre 2020  | 1     | 2:34  | Las Vegas, Stati Uniti        | Performance of the Night                |
| Sconfitta | 33-16  | Aleksandar Rakić           | Decisione (unanime)                                | UFC Fight Night: Smith vs. Rakić                          | 29 Agosto 2020    | 3     | 5:00  | Las Vegas, Stati Uniti        |                                         |
| Sconfitta | 33-15  | Glover Teixeira            | KO tecnico (pugni)                                 | UFC Fight Night: Smith vs. Teixeira                       | 13 Maggio 2020    | 5     | 1:04  | Jacksonville, Stati Uniti     |                                         |
| Vittoria  | 33-14  | Alexander Gustafsson       | Sottomissione (rear-naked choke)                   | UFC Fight Night: Gustafsson vs. Smith                     | 1 giugno 2019     | 4     | 2:38  | Stoccolma, Svezia             | Performance of the Night                |
| Sconfitta | 32-14  | Jon Jones                  | Decisione (unanime)                                | UFC 235: Jones vs. Smith                                  | 2 marzo 2019      | 5     | 5:00  | Las Vegas, Stati Uniti        | Per il titolo dei pesi mediomassimi UFC |
| Vittoria  | 32-13  | Volkan Oezdemir            | Sottomissione (rear-naked choke)                   | UFC Fight Night: Volkan vs. Smith                         | 27 ottobre 2018   | 3     | 4:26  | Moncton, Canada               | Performance of the Night                |
| Vittoria  | 31-13  | Mauricio Rua               | KO (gomitata e pugni)                              | UFC Fight Night: Shogun vs. Smith                         | 22 luglio 2018    | 1     | 1:29  | Amburgo, Germania             | Performance of the Night                |
| Vittoria  | 30-13  | Rashad Evans               | KO (ginocchiata)                                   | UFC 225: Whittaker vs. Romero 2                           | 9 giugno 2018     | 1     | 0:53  | Chicago, Stati Uniti          | Passa ai pesi mediomassimi              |
| Sconfitta | 29-13  | Thiago Santos de Lima      | KO tecnico (calcio al corpo e pugni)               | UFC Fight Night: Machida vs. Anders                       | 3 febbraio 2018   | 2     | 1:03  | Belém, Brasile                | Fight of the Night                      |
| Vittoria  | 29-12  | Hector Lombard             | KO tecnico (pugni)                                 | UFC Fight Night: Rockhold vs. Branch                      | 16 settembre 2017 | 3     | 2:33  | Pittsburgh, Stati Uniti       |                                         |
| Vittoria  | 28-12  | Andrew Sanchez             | KO (calcio alla testa e pugni)                     | UFC on Fox: Johnson vs. Reis                              | 9 aprile 2017     | 3     | 3:52  | Kansas City, Stati Uniti      |                                         |
| Vittoria  | 27-12  | Elvis Mutapcic             | KO tecnico (gomitata e pugni)                      | The Ultimate Fighter: Tournament of Champions Finale      | 3 dicembre 2016   | 2     | 3:27  | Las Vegas, Stati Uniti        | Performance of the Night                |
| Sconfitta | 26-12  | Cézar Ferreira             | Decisione (unanime)                                | The Ultimate Fighter: Team Joanna vs. Team Claudia Finale | 8 luglio 2016     | 3     | 5:00  | Las Vegas, Stati Uniti        |                                         |
| Vittoria  | 26-11  | Leonardo Augusto Guimarães | Decisione (unanime)                                | UFC Fight Night: Cowboy vs. Cowboy                        | 21 febbraio 2016  | 3     | 5:00  | Pittsburgh, Stati Uniti       |                                         |
| Vittoria  | 25-11  | Josh Neer                  | KO tecnico (pugni)                                 | VFC 47                                                    | 14 gennaio 2016   | 1     | 3:27  | Omaha, Stati Uniti            | Vince il titolo dei pesi medi VFC       |
| Vittoria  | 24-11  | Brock Jardine              | KO tecnico (pugni)                                 | RFA 30: Smith vs. Jardine                                 | 18 settembre 2015 | 1     | 3:00  | Lincoln, Stati Uniti          |                                         |
| Vittoria  | 23-11  | Tim Williams               | KO tecnico (ginocchiata)                           | CFFC 50: Williams vs. Smith II                            | 18 luglio 2015    | 1     | 1:02  | Atlantic City, Stati Uniti    | Difende il titolo dei pesi medi CFFC    |
| Vittoria  | 22-11  | Tim Williams               | Sottomissione (strangolamento a triangolo inverso) | CFFC 46: Williams vs. Smith                               | 28 febbraio 2015  | 2     | 1:15  | Chester, Stati Uniti          | Vince il titolo dei pesi medi CFFC      |
| Vittoria  | 21-11  | Andrew Kapel               | Sottomissione (rear-naked choke)                   | EB: Beatdown at 4 Bears 12                                | 29 novembre 2014  | 1     | 2:18  | New Town, Stati Uniti         |                                         |
| Vittoria  | 20-11  | Brian Green                | Decisione (unanime)                                | Bellator 129                                              | 17 ottobre 2014   | 3     | 5:00  | Council Bluffs, Stati Uniti   |                                         |
| Vittoria  | 19-11  | Victor Moreno              | Sottomissione (strangolamento a triangolo)         | Bellator 117                                              | 18 aprile 2014    | 2     | 0:59  | Council Bluffs, Stati Uniti   |                                         |
| Sconfitta | 18-11  | Josh Neer                  | Sottomissione (rear-naked choke)                   | VFC 41                                                    | 14 dicembre 2013  | 3     | 3:48  | Ralston, Stati Uniti          |                                         |
| Sconfitta | 18-10  | Antonio Braga Neto         | Sottomissione (kneebar)                            | UFC on Fuel TV: Nogueira vs. Werdum                       | 8 giugno 2013     | 1     | 1:52  | Fortaleza, Brasile            |                                         |
| Sconfitta | 18-9   | Roger Gracie               | Sottomissione (triangolo di braccio)               | Strikeforce: Marquandt vs. Saffiedine                     | 12 gennaio 2013   | 2     | 3:16  | Oklahoma City, Stati Uniti    |                                         |
| Vittoria  | 18-8   | Lumumba Sayers             | Sottomissione (strangolamento a triangolo)         | Strikeforce: Rousey vs. Kaufman                           | 18 agosto 2012    | 1     | 3:52  | San Diego, Stati Uniti        |                                         |
| Vittoria  | 17-8   | Richard White              | KO tecnico (pugni)                                 | Disorderly Conduct: Fireworks                             | 30 giugno 2012    | 1     | 2:35  | Nebraska City, Stati Uniti    |                                         |
| Vittoria  | 16-8   | Ian Berg                   | Sottomissione (triangolo di braccio)               | VFC: Victory Fighting Championships 37                    | 13 aprile 2012    | 2     | 2:01  | Council Bluffs, Stati Uniti   |                                         |
| Sconfitta | 15-8   | Adlan Amagov               | KO tecnico (pugni)                                 | Strikeforce Challengers: Britt vs. Sayers                 | 18 novembre 2011  | 1     | 2:32  | Las Vegas, Stati Uniti        | Incontro catchweight (188 libbre)       |
| Vittoria  | 15-7   | Ben Lagman                 | KO (pugno)                                         | Strikeforce Challengers: Voelker vs. Bowling III          | 22 luglio 2011    | 2     | 0:33  | Las Vegas, Stati Uniti        |                                         |
| Vittoria  | 14-7   | Curtis Johnson             | KO (pugni)                                         | CFC 6: Slugfest                                           | 9 luglio 2011     | 1     | 3:13  | Lincoln, Stati Uniti          |                                         |
| Vittoria  | 13-7   | Eric Shambari              | KO tecnico (pugni)                                 | C3 Fights: MMA Championship Fights                        | 4 giugno 2011     | 1     | 1:46  | Concho, Stati Uniti           |                                         |
| Vittoria  | 12-7   | Matt Gabel                 | Sottomissione (triangolo)                          | EC: Extreme Challenge 181                                 | 15 aprile 2011    | 1     | 1:50  | Council Bluffs, Stati Uniti   |                                         |
| Vittoria  | 11-7   | Demetrius Richards         | KO tecnico (pugni)                                 | Extreme Challenge: Bad Blood                              | 11 febbraio 2011  | 2     | 2:07  | Council Bluffs, Stati Uniti   |                                         |
| Vittoria  | 10-7   | Ben Crowder                | KO (pugno)                                         | CFC 2: Season's Beatings                                  | 17 dicembre 2010  | 1     | 1:09  | Lincoln, Stati Uniti          |                                         |
| Sconfitta | 9-7    | Jesse Forbes               | KO tecnico (pugni)                                 | Crowbar MMA: Fall Brawl                                   | 11 settembre 2010 | 2     | 1:28  | Fargo, Stati Uniti            |                                         |
| Vittoria  | 9-6    | Logan Clark                | KO tecnico (stop medico)                           | Seconds Out / Vivid MMA: Havoc at the Hyatt 2             | 19 giugno 2010    | 2     | 2:22  | Minneapolis, Stati Uniti      |                                         |
| Vittoria  | 8-6    | Lucas St. Claire           | Sottomissione (armbar)                             | MF: Max Fights 10                                         | 8 maggio 2010     | 1     | 3:19  | East Grand Forks, Stati Uniti |                                         |
| Vittoria  | 7-6    | Mike George                | KO (pugno)                                         | TriState Cage Fights: Island Warfare                      | 17 aprile 2010    | 1     | 0:22  | Grand Island, Stati Uniti     |                                         |
| Vittoria  | 6-6    | James Brasco               | KO tecnico (stop medico)                           | XKL Evolution 1                                           | 20 marzo 2010     | 1     | 1:21  | Ypsilanti, Stati Uniti        |                                         |
| Sconfitta | 5-6    | Jake Hecht                 | KO tecnico (pugni)                                 | VFC 30: Night of Champions                                | 5 febbraio 2010   | 3     | 4:35  | Council Bluffs, Stati Uniti   |                                         |
| Sconfitta | 5-5    | Mike Pitz                  | KO tecnico (pugni)                                 | FCI: Fight Club Inc.                                      | 25 giugno 2009    | 2     | 3:21  | Addison, Stati Uniti          |                                         |
| Sconfitta | 5-4    | Chaun Sims                 | KO tecnico (pugni)                                 | Fight to Win: Colorado vs. Nebraska                       | 14 marzo 2009     | 2     | 2:00  | Denver, Stati Uniti           |                                         |
| Sconfitta | 5-3    | Brian Monahan              | Sottomissione (armbar)                             | VFC 26: Onslaught                                         | 20 febbraio 2009  | 1     | N/A   | Council Bluffs, Stati Uniti   |                                         |
| Vittoria  | 5-2    | Rico Washington Sr.        | KO tecnico (pugni)                                 | MCS: Minnesota Combat Sports                              | 9 gennaio 2009    | 1     | 0:54  | Maplewood, Stati Uniti        |                                         |
| Sconfitta | 4-2    | Charley Lynch              | KO tecnico (pugni)                                 | Brutaal: Fight Night                                      | 6 novembre 2008   | 1     | 3:12  | Maplewood, Stati Uniti        |                                         |
| Vittoria  | 4-1    | Chuck Parmelee             | Sottomissione (strangolamento)                     | Torment: MMA                                              | 20 settembre 2008 | 2     | 1:26  | Lincoln, Stati Uniti          |                                         |
| Sconfitta | 3-1    | Chuck Parmelee             | KO tecnico (pugni)                                 | TCF: TriState Cage Fights                                 | 14 giugno 2008    | 2     | N/A   | Yankton, Stati Uniti          |                                         |
| Vittoria  | 3-0    | Ricky Duvall               | N/A                                                | VFC 23: Validation                                        | 9 maggio 2008     | N/A   | N/A   | Council Bluffs, Stati Uniti   |                                         |
| Vittoria  | 2-0    | Jeremy Shepherd            | Sottomissione (strangolamento)                     | PP: Pugilistic Productions                                | 22 marzo 2008     | 2     | 2:13  | Lincoln, Stati Uniti          |                                         |
| Vittoria  | 1-0    | Dave Moran                 | Sottomissione (armbar)                             | VFC 22: Ascension                                         | 29 febbraio 2008  | 2     | 1:19  | Sioux City, Stati Uniti       |                                         |